# Helga la Hermosa
Helga Þorsteinsdóttir más conocida por su apodo Helga la Hermosa (Helga den fagra, n. 983) es uno de los personajes principales de la saga de Gunnlaugs ormstungu, una mujer de una belleza extraordinaria que se ve atrapada en un triángulo amoroso entre dos escaldos rivales, Gunnlaugr Ormstunga y Hrafn Önundarson. Helga era hija de Jófríður Gunnarsdóttir y Þorsteinn Egilsson de Borg á Mýrum, Mýrasýsla en Islandia, y por lo tanto nieta de Egil Skallagrímson.

## Vida
Antes del nacimiento de Helga, su padre tiene un sueño en el que dos águilas pelean y se matan entre sí mientras un cisne observa. Un halcón entonces se acerca al cisne y parten los dos volando juntos. Þorsteinn relata este sueño a un noruego y el noruego interpreta que dos hombres nobles vendrán a competir por la mano de una hija del futuro de Þorsteinn, matándose entre ellos en el proceso. Su hija enviudará entonces pero volvería a casarse. Þorsteinn decide que si su esposa tiene una niña, ella debe dejar al bebé morir de frío, para evitar que se cumpla la profecía. Þorsteinn viaja al Althing y Jófríður pide a una pastora, Þorvarður, lleve al bebé a Þorgerður, otra hija de Egil, en Hjardarholt.
Seis años más tarde, Þorsteinn participa en una fiesta de Hjardarholt y su hermana le revela que una de las chicas en la fiesta es en realidad su hija, Helga. Ella recibe el apodo Helga la Justa por su excepcional belleza. Þorsteinn entonces se lleva a Helga a su hacienda en Borg y según la saga fue muy «querida por sus padres y todos sus parientes». 
Pasan otros seis años, cuando Gunnlaugr después de una discusión con su padre Illugi Hallkelsson visita la granja de Þorsteinn, permanece por un año con él para estudiar leyes, convirtiéndose en compañero de juegos (hnefatafl) y amigo de Helga. Helga se decía que era «la mujer más hermosa que alguna vez había vivido en Islandia, y tenía el pelo tan largo que podía cubrirla por completo, y era radiante como el oro». Gunnlaug pide finalmente la mano de Helga en matrimonio, y su padre Illugi habla de la solicitud con Þorsteinn. Þorsteinn acuerda que no desposará a su hija antes de tres años, no antes que Gunnlaugr viajase al extranjero. Después de esos tres años, si no había noticias, tanto Helga y Þorsteinn serían liberados de cualquier obligación y compromiso matrimonial. Gunnlaug parte al extranjero, y Helga le espera.
Pasado cierto tiempo, en el Althing, Hrafn pide la mano de Helga, y Þorsteinn decide que si Gunnlaugr no regresa hacia el verano, Hrafn y Helga se casarían en Borg en invierno, pero tampoco Þorsteinn ni Helga estarían obligados a ningún compromiso con Hrafn si Gunnlaugr regresase antes de esa fecha. A Helga no le agradó las condiciones en absoluto. Gunnlaugr, por su parte, se ve obligado por su honor a permanecer en la corte del rey Etelredo II el Indeciso, y por lo tanto Hrafn y Helga se casan, pero la saga cita que «la mayoría de la gente dijo que la novia se veía bastante apesadumbrada». Hrafn y Helga luego forman un hogar en Mosfell. 
Una noche Hrafn tiene un sueño y lo describe a Helga, ya que representa su muerte. Helga respondió que ella no estaría molesta si fuera a hacerse realidad, porque se sentía engañada por su matrimonio. Gunnlaugr regresa a Islandia, y las relaciones entre Helga y Hrafn se complican. Los dos no disfrutan de su intimidad y durante una boda, Helga reparte miradas significativas a Gunnlaugr y Gunnlaugr regala a Helga un manto que el rey Etelredo le dio como regalo. Gunnlaug y Hrafn entrar en un serio conflicto y deciden batirse en un holmgang por Helga. Los rivales se matan entre sí.
Pasó algún tiempo, Þorsteinn casa a su hija Helga con Þorkell Hallkelsson (n. 940), un hijo de Hallkell Hrósskelsson. Helga no le ama, pero tienen descendencia. Ella realmente amaba a Gunnlaugr y pasó el resto de su vida de luto. «El mayor placer de Helga era desplegar la capa que Gunnlaugr le había dado y mirarla durante mucho tiempo». Helga enferma gravemente, y se sienta con su cabeza en el regazo de Þorkell con el manto de Gunnlaugr frente a ella, y así murió. Fue enterrada en el camposanto de una iglesia cristiana, y se dice que Þorkell estuvo muy apenado por su muerte.

## Herencia
De su relación con Þorkell Hallkelsson nacieron tres hijos:
- Þórarinn Þorkelsson (n. 1022)
- Þorsteinn Þorkelsson (n. 1024)
- Haukur Þorkelsson (n. 1026)